# Гоен-Ноєндорф
Гоен-Ноєндорф (нім. Hohen Neuendorf) — місто у Німеччині, у землі Бранденбург. Через нього протікає річка Гафель. 
Входить до складу району Обергафель. Площа — 48,06 км2. Населення становить 26 380 ос. (станом на 31 грудня 2020). Офіційний код — 12 0 65 144.

## Географії

### Адміністративний поділ
Місто  складається з 4 районів:
- Бергфельде
- Боргсдорф
- Гоен-Ноєндорф
- Штольпе

## Демографія
- Динаміка населення з 1875 року в сучасних кордонах (Синя лінія: населення; Пунктир: відносна порівняльна динаміка населення землі Бранденбург; Сірий фон: період Третього рейху; Помаранчевий фон: період НДР)
- Динаміка населення (синя лінія) і прогнози

| Рік  | Населення |
| ---- | --------- |
| 1875 | 779       |
| 1890 | 1 074     |
| 1910 | 3 953     |
| 1925 | 8 175     |
| 1933 | 11 725    |
| 1939 | 16 498    |
| 1946 | 15 531    |
| 1950 | 16 373    |
| 1964 | 16 207    |
| 1971 | 16 115    |

| Рік  | Населення |
| ---- | --------- |
| 1981 | 15 581    |
| 1985 | 15 310    |
| 1989 | 14 435    |
| 1990 | 14 188    |
| 1991 | 13 957    |
| 1992 | 13 704    |
| 1993 | 13 760    |
| 1994 | 13 975    |
| 1995 | 14 390    |
| 1996 | 15 177    |

| Рік  | Населення |
| ---- | --------- |
| 1997 | 16 338    |
| 1998 | 17 611    |
| 1999 | 18 682    |
| 2000 | 19 338    |
| 2001 | 19 714    |
| 2002 | 20 451    |
| 2003 | 21 168    |
| 2004 | 21 920    |
| 2005 | 22 617    |
| 2006 | 23 337    |

| Рік  | Населення |
| ---- | --------- |
| 2007 | 23 549    |
| 2008 | 23 909    |
| 2009 | 24 139    |
| 2010 | 24 384    |
| 2011 | 24 585    |
| 2012 | 24 905    |
| 2013 | 25 001    |
| 2014 | 25 239    |
| 2015 | 25 519    |
| 2016 | 25 696    |

| Рік  | Населення |
| ---- | --------- |
| 2017 | 26 001    |
| 2018 | 26 159    |
| 2019 | 26 283    |
| 2020 | 26 308    |

## Галерея

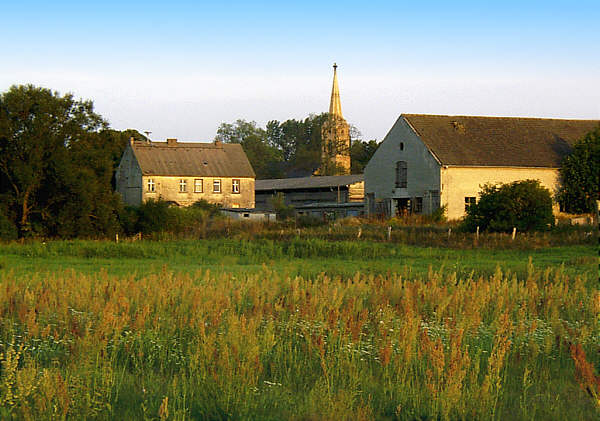
Церква у Піннові - околиці Гоен-Ноєндорфу
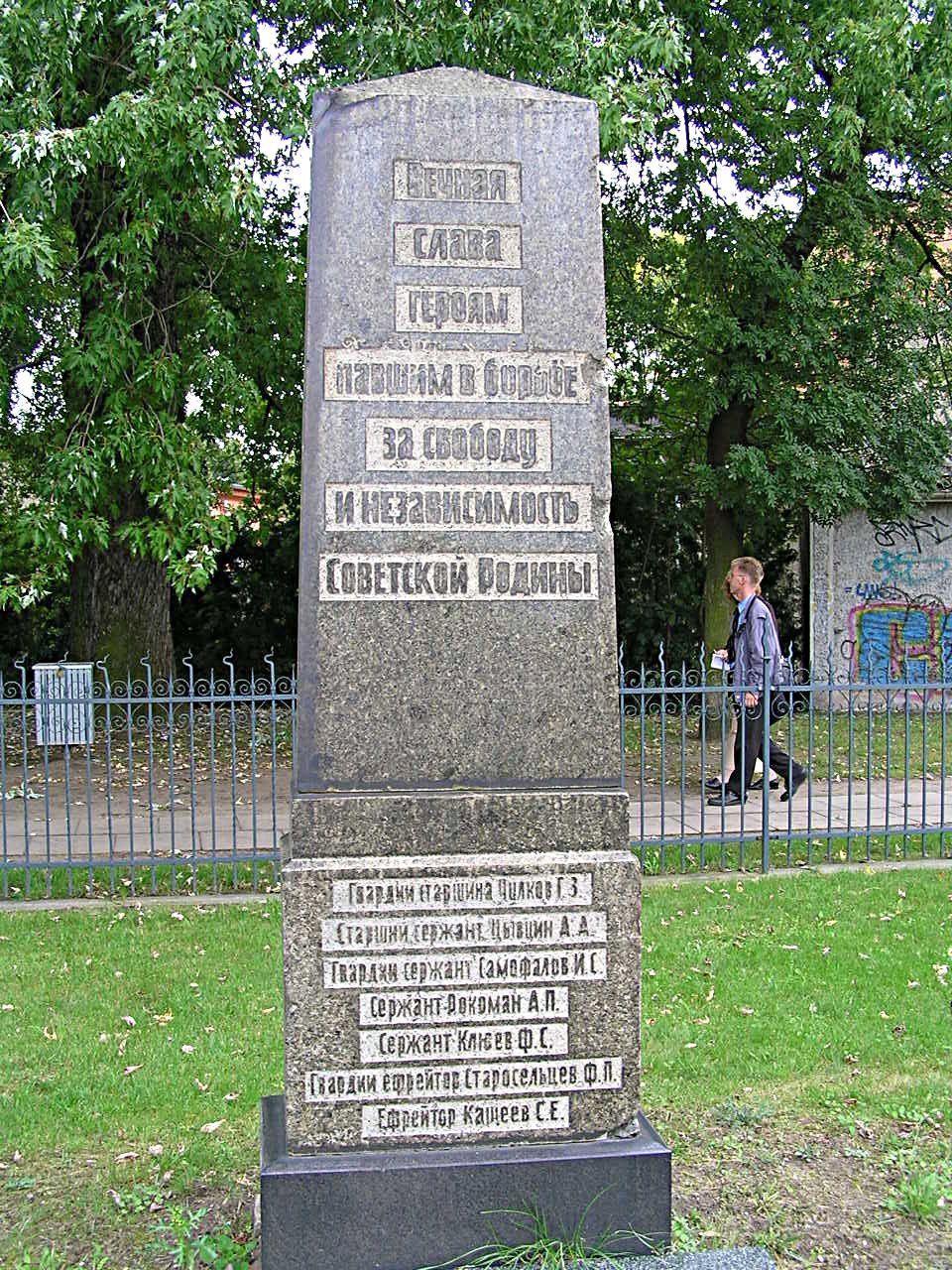
Радянський пам'ятник у Гоен-Ноєндорфі
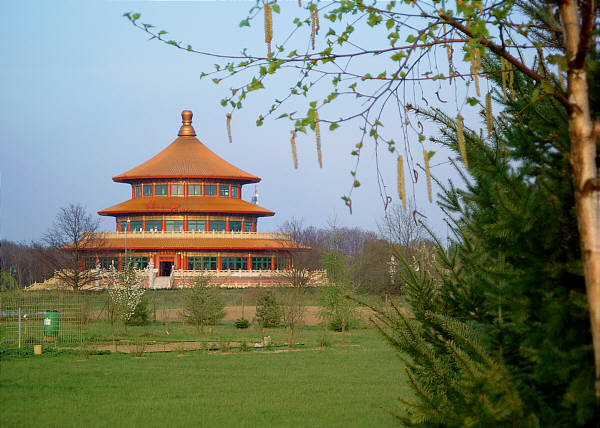
Китайський ресторан "Небесна пагода"
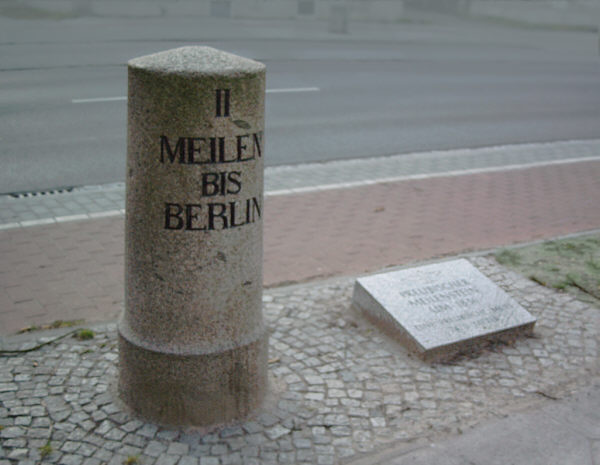
Старий прусський мильний стовп B96 („II милі до Берліна“) (1836)
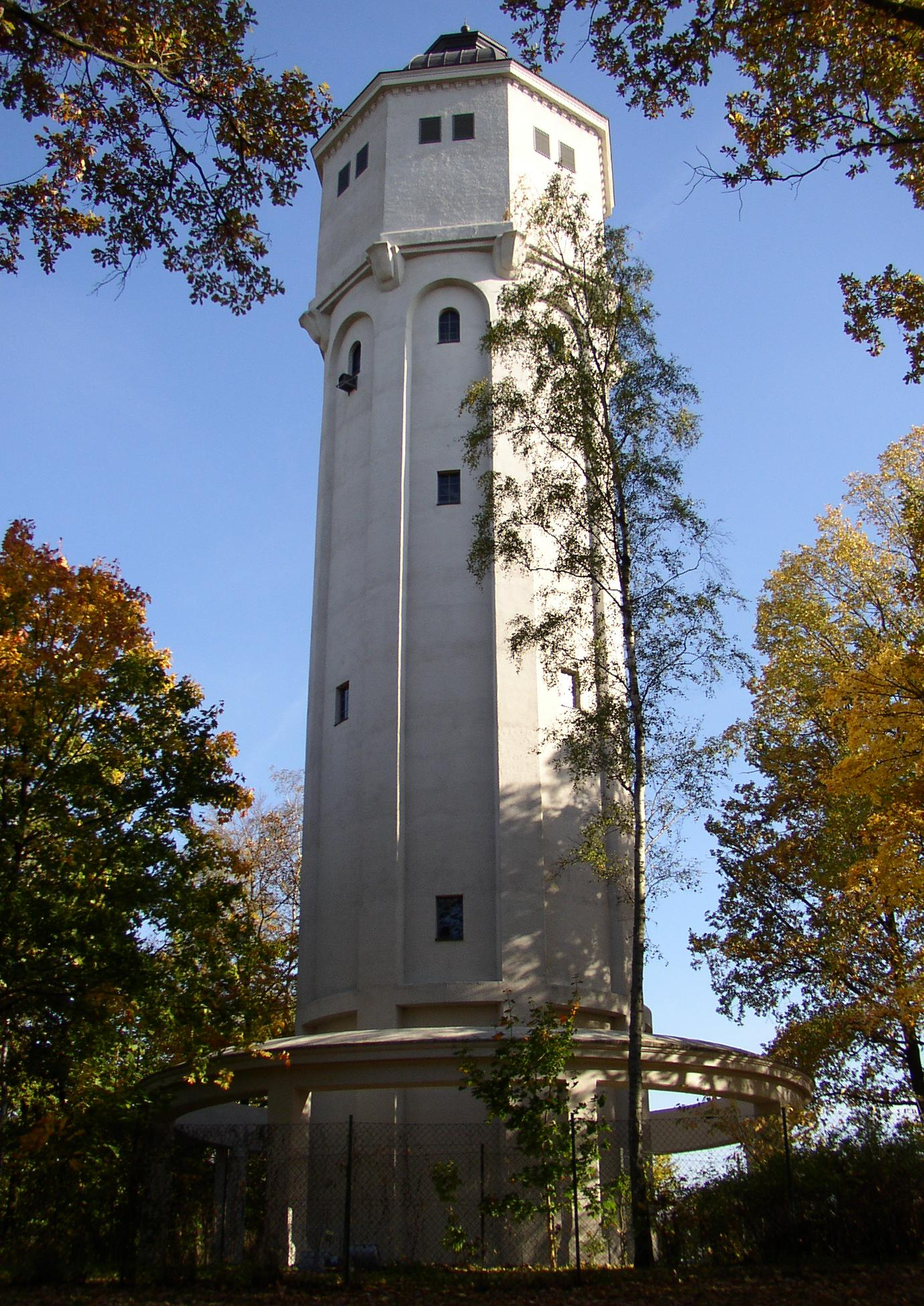
Водяна вежа
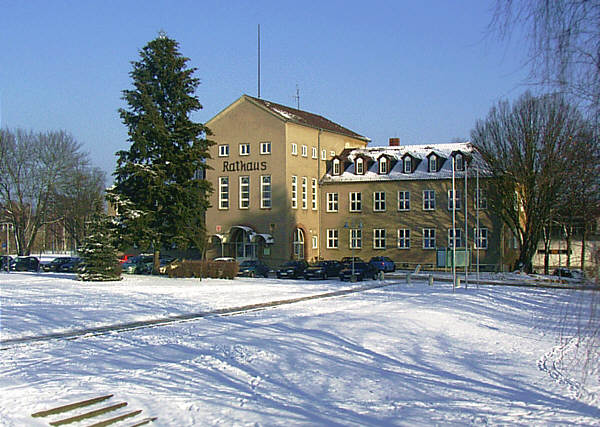
Ратуша